# لين فينتي
لينديرت رويلوف يان فينتي (بالهولندية: Leen Vente)‏ (14 مايو 1911 - 9 نوفمبر 1989) لاعب كرة قدم هولندي راحل كان يجيد اللعب في خط الهجوم.
لعب طوال مسيرته الرياضية في أندية نيبتونوس (1933-1935) فيينورد (1936-1940).
مثل منتخب هولندا في 21 مباراة مسجلا 19 هدف (1933-1940). شارك مع منتخب هولندا في بطولة كأس العالم 1934 في إيطاليا حيث خرج من الدور الثمن النهائي وفي بطولة كأس العالم 1938 في فرنسا حيث خرج من الدور الثمن النهائي أيضا.

## وصلات خارجية
- لين فينتي على موقع الاتحاد الدولي (مؤرشف)  (الإنجليزية)
- لين فينتي على موقع قاعدة بيانات كرة القدم.إي يو (الإنجليزية)
- لين فينتي على موقع ناشيونال فوتبول تيمز (الإنجليزية)
- لين فينتي على موقع Soccerway.com (الإنجليزية)
- لين فينتي على موقع عالم كرة القدم.نت (الإنجليزية)

- هذا سيرة ذاتية